# Binaural Sky
Der Binaural Sky wurde als neuartiges Wiedergabesystem speziell für binaurale Signale entworfen, wobei die Techniken der Wellenfeldsynthese und der dynamischen Kompensation des Übersprechens bei Lautsprecherwiedergabe kombiniert werden.
Der 2005 von Helmut Wittek, Günther Theile und Daniel Menzel am Institut für Rundfunktechnik (IRT) in München entwickelte Prototyp besteht aus einem über dem Kopf des Hörers befestigten Lautsprecherring. Mit Hilfe der Wellenfeldsynthese werden damit Quellen in Ohrnähe fokussiert, wodurch Ohrsignale so reproduziert werden können, dass eine dreidimensionale Abbildung von Schallereignissen ohne die Verwendung von Kopfhörern oder im Sichtfeld aufgestellten Lautsprechern möglich ist.

## Funktionsweise

### Messung von binauralen Raumimpulsantworten
Die Basis des Systems bildet das Verfahren der „Binauralen Raumsynthese“ (engl.: binaural room scanning – BRS), das Mitte der Neunziger ebenfalls am IRT entwickelt wurde.
Ein realer Abhörraum wird mit Hilfe eines Kunstkopfes vermessen, wodurch man die binaurale Raumimpulsantwort (engl.: binaural room impulse response – BRIR) ebendieses Raumes ermitteln kann. Diese enthält neben der kopfbezogenen Übertragungsfunktion (engl.: head related transfer function – HRTF) einer oder mehrerer, im Raum vorhandener, realer Quellen (z. B. Lautsprecher) auch die akustischen Eigenschaften des Raums. Mithilfe dieser BRIR lassen sich sogenannte Ohrsignale generieren, die dann bei der Wiedergabe über Kopfhörer einen Raumeindruck vermitteln. So lässt sich ein virtueller Abhörraum synthetisieren.

### Einbindung eines Head-Tracking Systems
Wird das System auf diese Weise realisiert, ergibt sich ein gravierender Nachteil: Da die ermittelte Raumimpulsantwort nur für eine diskrete Kopfausrichtung gültig ist, wird der virtuelle Abhörraum bei Kopfrotationen einfach mitgedreht.
Um dieses Phänomen zu verhindern, werden im realen Raum auch Messungen mit gedrehtem Kunstkopf durchgeführt. Dabei wird eine Datenbank erstellt, in der die Raumimpulsantworten für eine volle Kopfdrehung mit einer Rasterung von 1° abgespeichert sind.
Bei der Wiedergabe wird der aktuelle Drehwinkel des Kopfes (Azimut) mittels eines „Head-Tracking“ Systems detektiert, so dass auf den passenden Satz Impulsantworten aus der Datenbank zugegriffen werden kann. Durch diese Vorgehensweise bleibt der virtuelle Abhörraum auch bei Kopfdrehungen stabil, außerdem verbessert sich so die Lokalisation der virtuellen Quellen.
Mit dem BRS-System ist es also möglich, eine gewohnte Abhörsituation mit Hilfe von  Kopfhörern zu synthetisieren, oder, wenn die entsprechenden Datenbanken mit Impulsantworten verfügbar sind, auf Knopfdruck auch zwischen verschiedenen Abhörsituationen umzuschalten.

### Aufbereitung der binauralen Signale für die Lautsprecher-Wiedergabe
Die Binauraltechnik basiert auf der Annahme, dass die durch den Kunstkopf aufgezeichneten Ohrsignale an den Ohren des Zuhörers exakt reproduziert werden können, da nur so ein korrekter Raumeindruck entsteht. Damit stellen besonders Kopfhörer ein optimales Wiedergabesystem dar. Will man Ohrsignale dagegen auf Lautsprechern abspielen, muss bedacht werden, dass sich die abgestrahlten Schallfelder überlagern und so z. B. das rechte Ohr auch ihm nicht zugedachte Anteile für das linke Ohr empfängt, und umgekehrt.
Werden bei der Wiedergabe mindestens zwei Lautsprecher verwendet, kann das binaurale Signal theoretisch auf jedem Lautsprecherkanal derart gefiltert werden, dass sich in der Summe die unerwünschten Anteile am jeweiligen Ohr auslöschen. Dieses Verfahren wird als Übersprechkompensation (engl.: crosstalk cancellation – XTC) bezeichnet.
Größtes Problem bei der praktischen Implementierung ist, dass auch die XTC-Filter nur für eine feste Kopfposition gültig sind. Wenn der Hörer seinen Kopf nur geringfügig aus der kleinen Hörzone zwischen den Lautsprechern bewegt oder den Kopf dreht, wird das Klangbild bereits stark verfälscht.
Dieses Problem könnte man mit einer adaptiven Übersprechkompensation umgehen, d. h. die Kompensations-Filter werden der gegenwärtigen Kopfposition angepasst, was aber einen hohen Berechnungsaufwand verursacht. Eine elegantere Lösung wäre, die Position der Lautsprecher relativ zum Kopf nicht zu verändern. Dazu müssten die Quellen Kopfbewegungen und Kopfdrehungen synchron folgen können.

### Einbindung der Wellenfeldsynthese
Genau diese Möglichkeit bietet nun die Wellenfeldsynthese: Beim Binaural Sky werden mit Hilfe dieses Prinzips die Lautsprecher durch sogenannte fokussierte, virtuelle Schallquellen ersetzt. Diese werden von einem kreisförmigen Lautsprecherarray mit 1 m Durchmesser erzeugt, das aus 22 Breitbandlautsprechern und einem zusätzlichen Tieftöner besteht und sich etwa 40 cm über dem Kopf des Hörers befindet. Die Quellen können beliebig unterhalb dieser Anordnung im Raum platziert werden.
Liegen nun Daten über die momentane Ausrichtung des Kopfes vor, lassen sich mit einer simultanen Anpassung der Wellenfeldsynthese-Filter die virtuellen Quellen in einer gleichbleibenden Position relativ zum Kopf bzw. zu den Ohren des Hörers halten.
Das gesamte System kann also mit einem einzigen XTC-Filter betrieben werden, womit eine Wiedergabemethode für Crosstalk-Cancelled Binaural-Audio realisiert ist, die auch bei Translation und Rotation des Kopfes stabil bleibt. Bildlich gesprochen ergibt sich ein „virtueller Kopfhörer“.

### Anwendungen
Grundsätzlich funktioniert der Binaural Sky wie ein Kopfhörer, d. h. es gibt zwei Ausgangskanäle, deren Signale direkt am rechten und linken Ohr wiedergegeben werden.
Besonders interessant ist aber das komplette System, also Wellenfeldsynthese mit Übersprechkompensation in Kombination mit der Binauralen Raumsynthese, weil es faszinierende Möglichkeiten eröffnet: Es lassen sich stabile dreidimensionale Abhörsituationen mit beliebigen Quellenkonstellationen generieren und zwar ohne störende Kopfhörer oder im Sichtfeld befindliche Lautsprecher. Der Hörer kann damit in eine virtuelle akustische Umgebung versetzt werden. Das System eignet sich daher speziell für „virtual reality“ Anwendungen oder z. B. auch für Computerspiele.

## Leistungsfähigkeit des Systems
Der Binaural Sky wurde der Fachwelt  auf dem Tonmeister-Symposium in Hohenkammer 2005 und auf der Tonmeister-Tagung in Leipzig 2006 präsentiert.

### Lokalisationsschärfe
Durch eine subjektive Beurteilung in Hörversuchen stellte sich heraus, dass das System eine stabile räumliche Abbildung von binauralen Signalen mit einer sehr guten Lokalisationsschärfe liefern kann. Ein bereits von der BRS bekanntes Problem ist die etwas ungenauere Ortung bei Auslenkungen der Schallereignisse nach oben und unten (Elevation). Sie werden von Versuchspersonen generell etwas zu hoch eingeschätzt, Abbildungen unterhalb der Ohrhöhe sind mit größeren Abweichungen verbunden.

### Übersprechkompensation
Messungen zeigen, dass das System unterhalb von etwa 7 kHz einen guten Frequenzgang aufweist. Darüber machen sich Alias-Effekte der Wellenfeldsynthese bemerkbar, wodurch vor allem die Qualität der Übersprechkompensation vermindert wird. Als Folge treten Klangverfärbungen auf, die in Hörversuchen als „wahrnehmbar, aber nicht störend“ bewertet wurden.

### Sweet-Spot
Der Prototyp wurde vorerst für eine zentrale Kopfposition optimiert. Kopfdrehungen kann das System für alle Winkel kompensieren, Abweichung von der Mitte hingegen mindern die Klangqualität, da die Quellen nicht nachgeführt werden und die Übersprechkompensation nachlässt. Die Hörzone wird derzeit mit einem Durchmesser von etwa 15 cm angegeben; befindet sich der Kopf außerhalb davon, wird die Wiedergabe automatisch stummgeschaltet.
Hier liegt derzeit auch das größte Verbesserungspotential des Prototyps: Gelingt es, die Quellen nicht nur bei Drehungen, sondern auch bei Bewegungen in Echtzeit nachzuführen, kann die Hörzone stark erweitert werden.